# Liste des châteaux de Stirling
Cette liste recense les principaux châteaux du council area de Stirling en Écosse.

## Liste
| Nom                  | Type              | Date                                    | Condition | Propriétaire         | Localisation                             | Notes                                                                                         | Image     |
| -------------------- | ----------------- | --------------------------------------- | --------- | -------------------- | ---------------------------------------- | --------------------------------------------------------------------------------------------- | --------- |
| Château de Buchanan  | Maison baronniale | 1854                                    | En ruines | Privé                | Drymen, 56° 03′ 56″ N, 4° 28′ 19″ O      | Siège du Clan Graham.                                                                         | Buchanan  |
| Château de Craigend  | Manoir            | XIXe siècle                             | En ruines | Mugdock Country Park | Milngavie, 55° 58′ 13″ N, 4° 20′ 00″ O   |                                                                                               |           |
| Château de Culcreuch | Maison-tour       | 1296                                    | Préservé  | Privé                | Fintry, 56° 03′ 43″ N, 4° 13′ 09″ O      | Transformé en hôtel.                                                                          |           |
| Château de Doune     | Maison-tour       | XIVe siècle                             | En ruines | Historic Scotland    | Doune, 56° 11′ 06″ N, 4° 03′ 07″ O       | Ce château est connu pour avoir été un des lieux de tournage de Monty Python : Sacré Graal !. |           |
| Château d'Edinample  | Maison-tour       | XVIe siècle                             | Restauré  | Privé                | Balquhidder, 56° 22′ 32″ N, 4° 15′ 57″ O |                                                                                               |           |
| Château de Mugdock   | Château fort      | XIVe siècle                             | En ruines | Stirling Council     | Mugdock, 55° 57′ 59″ N, 4° 19′ 26″ O     |                                                                                               |           |
| Tour de Plane        | Maison-tour       | 1449                                    | Restauré  | Privé                | Airth, 56° 03′ 49″ N, 3° 50′ 13″ O       |                                                                                               |           |
| Château de Stirling  | Château fort      | XIIe siècle, remanié entre 1490 et 1600 | Préservé  | Historic Scotland    | Stirling, 56° 07′ 26″ N, 3° 56′ 56″ O    |                                                                                               | Stirling. |